# Cueva de Qesem
Cueva de Qesem (en hebreo: מערת קסם) es un yacimiento arqueológico y paleoantropológico situado a 12 km al este de Tel-Aviv, en Israel, que está fechado en el Paleolítico Inferior. Posiblemente ocupado por los primeros seres humanos y fechado entre 382 000 y 200 000 años antes del presente.
El sitio es ahora bastante importante en la antropología, porque arqueólogos israelíes y españoles informaron el 27 de diciembre de 2010 que ellos creen haber encontrado la primera evidencia hasta ahora de la existencia del hombre moderno. De confirmarse, este hallazgo podría cambiar considerablemente las teorías predominantes en la actualidad sobre el origen de los seres humanos, y sobre la base de nuevas pruebas con el tiempo llevaría a la gran revaluación de que el hombre moderno se originó en lo que hoy es Israel, en lugar de África como se pensaba antes.